# Jasper Becker
Jasper Becker (* 19. Mai 1956 in London) ist ein Autor und Korrespondent aus London. Seine Bücher befassen sich mit der Volksrepublik China und Nordkorea.

## Leben
Er studierte an der University of London und der Ludwig-Maximilians-Universität München. Er ist Sinologe und spricht des Weiteren Französisch und Deutsch. Er ist Staatsangehöriger von Großbritannien.
Von 1985 bis 1990 war er China-Korrespondent in Peking für den Guardian. Seitdem arbeitet er weiterhin für BBC World und für Zeitungen in Großbritannien und Hong Kong.
Seine Analysen werden ebenfalls von der Deutschen Welle, der ARD, Radio France Internationale, KBS (Südkorea) und RTÉ (Irland) ausgestrahlt.

## Bücher
- The Lost Country (1992) über die Mongolei
- China’s Hungry Ghosts (1996) über die Hungersnot von 1958 bis 1962 in China; ausgezeichnet mit dem PIOOM-Preis für Menschenrechte der Niederlande
- The Chinese (2000), eine Einführung in die VR China und ihr Volk
- Rogue Regime: Kim Jong Il and the Looming Threat of North Korea (2004) über die Tragödie Nordkoreas und seines Diktators Kim Jong Il (Oxford University Press)
- Dragon Rising (2006), über China von National Geographic
- A Farewell to Peking (2007)